# Фастівська різанина
Фастівська різанина — єврейський погром, учинений казацькими загонами Білої армії в місті Фастові у вересні 1919 року,

## Події
Різанина тривала з 23 по 26 вересня, коли місто займали війська Добровольчої армії, передусім терські казаки під керівництвом полковника В. Ф. Бєлоґорцева . Вони ходили по хатах та, якщо виявляли євреїв, вбивали їх. Радянсько-російський історик Олєґ Будніцкій писав, що казаки вимагали в євреїв гроші і розправлялися з тими, хто нічого їм не давав, а понівачені тіла «кидали собакам і свиням».  Свідки тих подій стверджували, що більшість людей стратили, вишикувавши їх під стіною місцевої синаґоґи; що кати повально грабували єврейське майно; що масово ґвалтували жінок і дівчат. 
Солдати часто знущалися з цивільних євреїв просто заради розваги. Відомо про випадки, коли одного хлопчика змусили повісити власного батька , або коли жителів охоплених полум'ям осель, які втекли від пожежі, заганяли назад у будівлі.  Було знищено понад 200 будинків євреїв та здійснено безліч нальотів на єврейські магазини та громадські установи.  

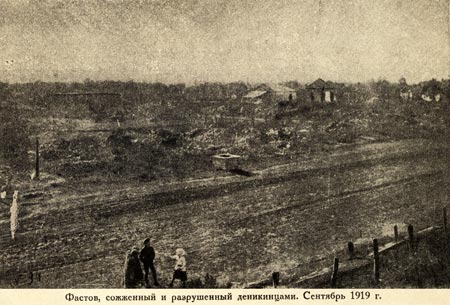
Руїни міста, розграбованого Добровольчою армією

Литовсько-американська анархістка єврейського походження Емма Ґольдман згадувала, що коли вона прибула до міста, місцеві жителі розповідали їй про «жахливі погроми... найжахливіші з них – денікінські... чотири тисячі вбили, а кілька тисяч померло від ран. Сім тисяч загинуло від голоду і холоду дорогою до Києва ... Більша частина міста була розбита чи спалена; багато старих євреїв закрили в синаґозі й повбивали, а інших вигнали на майдан і вбили вже там». 
Англійська журналістка Анна Рейд припустила, що під час різанини загинуло близько 1500 євреїв , тоді як Ніколас Верт дав менш точну оцінку в 1000-1500.  Будніцкій звужує діапазон до 1300-1500 вбитих на десять тисяч єврейського населення міста. 

## Схоже
- Погроми під час громадянської війни в Росії
- Тетіївські погроми